# Тросковски манастир
Тросковският или Брестовският манастир „Свети Архангел Михаил“ е български православен манастир, разположен в Малешевската планина, Югозападна България.

## Местоположение
Манастирът се намира на километър северно от махалата на село Брестово Коматница и на няколко километра югозападно от Тросково. Тъй като Брестово се е водило махала на Тросково, манастирът продължава да се нарича Тросковски. Край манастира е скалният феномен Коматински скали.

## История
Има сведения, че е основан в 1149 година. На 4 април 1904 година Крупнишкото земетресение разрушава манастира. Църквата е възстановена в 1906 година.